# Sémantique cognitive
La sémantique cognitive est une discipline issue de l'intelligence artificielle et de la linguistique et  psychologie cognitive. Elle se démarque principalement de la tradition logique et philosophique en adoptant une perspective cognitive.

## Théorie
Selon la définition proposée par François Rastier, la sémantique cognitive prend pour principe que le sens linguistique consiste en représentations ou processus mentaux (fonctionnement général du cerveau).
Cette discipline se caractérise principalement par un rejet de la composante syntaxique autonome de Chomsky et le rejet d'une composante sémantique interprétative selon Fodor.
La sémantique cognitive est associée aux domaines de recherche suivants :
- les expressions spatiales corrélées à des contraintes perceptives[3] ;
- la catégorisation fondée sur la notion du prototype qui vise l'organisation hiérarchique du lexique. Dans ce modèle, la catégorisation s'effectue sur la base d'un jugement intuitif de ressemblance globale, à l'instar d'une catégorisation basée sur la logique des bases de propriétés communes entre les référents[4] ;
- l'activité de conceptualisation métaphorique[3].